# Биркс, Фредерик
Фредерик Биркс (англ. Frederick Birks; 16 августа 1894, Бакли, Флинтшир — 21 октября 1917, Ипр, Западная Фландрия) — австралийский военный валлийского происхождения, кавалер Креста Виктории.
Перед тем как эмигрировать в Австралию служил три года в Королевском полку артиллерии. Участвовал в высадке у бухты Анзак в звании унтер-офицера. После Битвы на Сомме, 4 мая 1917 года, получил звание младшего лейтенанта. 20 сентября во время наступления захватил в плен 16 солдат и заставил капитулировать вместе со своими силами вражеский гарнизон.

## Биография
Фредерик Биркс родился 16 августа 1894 года в Бакли (Флинтшир). Сын Самуила Биркса и Марии Биркс (урождённой Уильямс). Был предпоследним по старшинству среди шести братьев и сестёр. Бирксу было пять лет, когда его отец погиб в аварии при добыче угля.
Учился в местной англиканской школе Бакли. Фредерик Биркс был известен как авантюрист, занимался боксом и футболом, а также посещал бригаду местной церкви для ребят. Биркс оставил школу в 14 лет, перед устройством на работу прокатчиком в Шоттоне.
В 1910 году зачислен в Королевский полк артиллерии, где служил в течение трёх лет. 29 августа 1913 года Фредерик мигрировал в Австралию с двумя друзьями и высадился в Мельбурне. Трудился в качестве рабочего в Тасмании, Южной Австралии и Виктории, а затем официанта.
В конце марта 1914 года Фредерик жил в пригороде Аделаиды, Ларг Бэе, и завёл отношения с 16-летней Сюзи Гелвин. Сюзи сохраняла контакт с Бирксом на протяжении всей его службы, хотя возможно, что контакт был потерян на какое-то время в середине 1917 года.
Фредерик Биркс погиб 21 сентября 1917 года в Ипре, Западная Фландрия.